# Stichorchis subtriquetrus
Stichorchis subtriquetrus är en plattmaskart. Stichorchis subtriquetrus ingår i släktet Stichorchis och familjen Paramphistomatidae. Inga underarter finns listade i Catalogue of Life.